# Fußball-Weltmeisterschaft 1982/El Salvador
Dieser Artikel behandelt die Fußballnationalmannschaft von El Salvador bei der Fußball-Weltmeisterschaft 1982.

## Qualifikation

### Zentralamerikanische Zone
| Panama      | - | El Salvador | 1:3 | Chambers 19' / Rivas 16', Huezo 75', González 82' |
| El Salvador | - | Panama      | 4:1 | González 29' 61' 77', Rivas 35' / Montillo 27'    |
| El Salvador | - | Costa Rica  | 2:0 | kampflos, da Costa Rica nicht antrat              |
| Guatemala   | - | El Salvador | 0:0 |                                                   |
| El Salvador | - | Honduras    | 2:1 | González 9', Guerrero 66' / Figueroa 85'          |
| Honduras    | - | El Salvador | 2:0 | Bailey 23' 66'                                    |
| Costa Rica  | - | El Salvador | 0:0 |                                                   |
| El Salvador | - | Guatemala   | 1:0 | Huezo 49'                                         |

### Finalrunde
| Kanada      | - | El Salvador | 1:0 | Stojanović 90' |
| Mexiko      | - | El Salvador | 0:1 | Hernández 81'  |
| El Salvador | - | Kuba        | 0:0 |                |
| Honduras    | - | El Salvador | 0:0 |                |
| Haiti       | - | El Salvador | 0:1 | Huezo 28'      |

## Salvadorianisches Aufgebot
Statt des von der FIFA erlaubten 22-Mann-Aufgebots konnte Trainer Mauricio Rodríguez nur 20 Spieler nominieren. Dies lag darin begründet, dass stattdessen der salvadorianische Fußballverband zweien seiner Offiziellen die Reise nach Spanien ermöglichte, die dort eine Art Urlaub verlebten.
| Nummer     | Name                     | Damaliger Verein | Geburtstag | Länderspiele |
| Torhüter   | Torhüter                 | Torhüter         | Torhüter   | Torhüter     |
| ---------- | ------------------------ | ---------------- | ---------- | ------------ |
| 1          | Luis Guevara Mora        | Atlético Marte   | 02.09.1961 |              |
| 19         | Eduardo Hernández        | CD Santiagueño   | 31.01.1958 |              |
| 20         | José Luis Munguía        | CD FAS           | 28.10.1959 |              |
| Abwehr     |                          |                  |            |              |
| 2          | Mario Castillo           | CD Santiagueño   | 30.10.1951 |              |
| 3          | José Francisco Jovel     | CD Águila        | 26.05.1951 |              |
| 4          | Carlos Recinos           | CD FAS           | 30.06.1950 |              |
| 5          | Ramón Fagoaga            | Atlético Marte   | 12.01.1952 |              |
| 12         | Francisco Osorto         | CD Santiagueño   | 20.03.1957 |              |
| 15         | Jaime Rodríguez          | Bayer Uerdingen  | 17.01.1959 |              |
| 18         | Miguel Angel Díaz        | Atlético Marte   | 27.01.1957 |              |
| Mittelfeld |                          |                  |            |              |
| 6          | Joaquín Ventura          | CD Santiagueño   | 27.10.1956 |              |
| 7          | Silvio Aquino            | Alianza FC       | 30.06.1949 |              |
| 8          | José Luis Rugamas        | Atlético Marte   | 05.06.1953 |              |
| 10         | Norberto Huezo           | Atlético Marte   | 06.06.1956 |              |
| 16         | Mauricio Alfaro          | CD Platense      | 13.02.1956 |              |
| Angriff    |                          |                  |            |              |
| 9          | Ever Francisco Hernández | CD Santiagueño   | 11.12.1958 |              |
| 11         | Mágico González          | CD FAS           | 13.03.1958 |              |
| 13         | José María Rivas         | Independiente FC | 12.05.1958 |              |
| 14         | Luis Ramírez Zapata      | Atlético Marte   | 06.01.1954 |              |
| 17         | Guillermo Ragazzone      | Atlético Marte   | 05.01.1956 |              |
| Trainer    |                          |                  |            |              |
|            | Mauricio Rodríguez       |                  | 12.09.1945 |              |

## Spiele der salvadorianischen Mannschaft

### Erste Runde
| Pl. | Land        | Sp. | S | U | N | Tore    | Diff. | Punkte |
| --- | ----------- | --- | - | - | - | ------- | ----- | ------ |
| 1.  | Belgien     | 3   | 2 | 1 | 0 | 003:100 | +2    | 05:10  |
| 2.  | Argentinien | 3   | 2 | 0 | 1 | 006:200 | +4    | 04:20  |
| 3.  | Ungarn      | 3   | 1 | 1 | 1 | 012:600 | +6    | 03:30  |
| 4.  | El Salvador | 3   | 0 | 0 | 3 | 001:130 | −12   | 0:60   |

- Ungarn –  El Salvador 10:1 (3:0)

Stadion: Nuevo Estadio (Elche)
Zuschauer: 23.000
Schiedsrichter: al-Doy (Bahrain)
Tore: 1:0 Nyilasi (4.), 2:0 Pölöskei (11.), 3:0 Fazekas (23.), 4:0 Toth (50.), 5:0 Fazekas (54.), 5:1 Ramírez (64.), 6:1 Kiss (69.), 7:1 Kiss (72.), 8:1 Szentes (72.), 9:1 Kiss (76.), 10:1 Nyilasi (83.)
- Belgien –  El Salvador 1:0 (1:0)

Stadion: Nuevo Estadio (Elche)
Zuschauer: 15.000
Schiedsrichter: Moffatt (Nordirland)
Tor: 1:0 Coeck (19.)
- Argentinien –  El Salvador 2:0 (1:0)

Stadion: Estadio José Rico Pérez (Alicante)
Zuschauer: 32.500
Schiedsrichter: Barrancos (Bolivien)
Tore: 1:0 Passarella (22., Elfmeter), 2:0 Bertoni (52.)
Es war die zweite Teilnahme El Salvadors bei einer Fußball-WM. Gegen Ungarn erlitt der krasse Außenseiter die höchste WM-Niederlage aller Zeiten (Jugoslawien besiegte Zaire am 18. Juni 1974 in Gelsenkirchen mit 9:0 und Ungarn Südkorea am 17. Juni 1954 in Zürich ebenfalls mit 9:0, so dass beide ein gleich hohes Torverhältnis hatten). Gegen Weltmeister Argentinien und Vize-Europameister Belgien fielen die Niederlagen deutlich geringer aus.